# Мерсер, Элисон
Элисон Рут Мерсер (Alison Ruth Mercer; род. 1954[…]) — новозеландский зоолог, энтомолог, апиолог и нейробиолог. Доктор философии, эмерит-профессор Университета Отаго, где трудится с 1982 года (эмерит с 2018). Фелло Королевского общества Новой Зеландии, иностранный член НАН США (2022).

## Биография
Бакалавр.
С 1982 года трудится в Университете Отаго, с 2006 года профессор, с 2018 года эмерит-профессор. Там же получила степень доктора философии.
Публиковалась в Science.
Соредактор (вместе с Randolf Menzel) Neurobiology and Behavior of Honeybees (Springer, 2012).

## Исследования
- The queen of all pheromones (8 December 2008)
- Bees can smell trouble, study finds (Feb 24 2021)